# Петер, Михаэль
Михаэль Петер (нем. Michael Peter, 7 мая 1949, Гейдельберг, Тризония — 23 октября 1997, Лаймен, Германия) — немецкий хоккеист (хоккей на траве), защитник. Олимпийский чемпион 1972 года, серебряный призёр летних Олимпийских игр 1984 года. 

## Биография
Михаэль Петер родился 7 мая 1949 года в немецком городе Гейдельберг.
На протяжении всей карьеры играл в хоккей на траве за «Гейдельберг». В 1971 году стал чемпионом ФРГ по индорхоккею, в 1982 году — по хоккею на траве.
В 1972 году вошёл в состав сборной ФРГ по хоккею на траве на Олимпийских играх в Мюнхене и завоевал золотую медаль. Играл на позиции защитника, провёл 8 матчей, мячей не забивал.
11 сентября 1972 года удостоен высшей спортивной награды ФРГ — «Серебряного лаврового листа».
В 1976 году вошёл в состав сборной ФРГ по хоккею на траве на Олимпийских играх в Монреале, занявшей 5-е место. Играл на позиции защитника, провёл 6 матчей, забил 3 мяча (по одному в ворота сборных Пакистана, Бельгии и Испании).
В 1984 году вошёл в состав сборной ФРГ по хоккею на траве на Олимпийских играх в Лос-Анджелесе и завоевал серебряную медаль. Играл на позиции защитника, провёл 7 матчей, забил 2 мяча (по одному в ворота сборных Испании и Пакистана).
На чемпионатах мира завоевал бронзу в 1973 году в Амстелвене и в 1975 году в Куала-Лумпуре, серебро в 1982 году в Бомбее. На чемпионатах Европы выиграл золото в 1978 году в Ганновере, серебро в 1974 году в Мадриде, бронзу в 1983 году в Амстелвене.
В индорхоккее стал чемпионом Европы в 1974 году в Западном Берлине, в 1976 году в Арнеме, в 1980 году в Цюрихе, в 1984 году в Эдинбурге.
В 1969—1985 годах провёл за сборную ФРГ 262 матча, в том числе 217 на открытых полях, 45 в помещении. Долго оставался рекордсменом сборной по числу игр.
За высокие достижения и спокойную манеру игры получил в честь легендарного немецкого футбольного защитника прозвище «Франц Беккенбауэр немецкого хоккея».
Умер 23 октября 1997 года в немецком городе Лаймен.